# کریستوفر بریتون (بازیگر)
کریستوفر بریتون (به انگلیسی: Christopher Britton) بازیگر کانادایی است. از فیلم‌های معروف او می‌توان به گشت شبانه و برش نهایی اشاره کرد.